# 河村友宏
河村友宏（かわむら ともひろ）は日本の映画監督、CGディレクター。静岡県出身。白組所属。

## 経歴
1991年、白組に入社。映画、TVCM、ゲームムービー、などの制作に携わる。
また、オリジナルアニメーションの企画、キャラクター開発、ディレクションまで幅広く手がける。

## 主な作品
- 『エレクルnico』（2011年） - 原作 / 監督
- 『うっかりペネロペ 【第3シリーズ】』（2013年） - 演出
- 『BABY GAMBA ベビーガンバ』（2014年） - 監督 / 絵コンテ
- 『GAMBA ガンバと仲間たち』（2015年） - 監督
- 『ねこねこ日本史』（2016年） - 監督 / キャラクターデザイン
- 『映画 しまじろう』（2020年）「しまじろうと そらとぶふね」 - 監督[1]

## 参照
- ペネロペCafe | アニメスペシャルインタビュー | 白組 河村友宏さん Vol.1